# 툭 집안 페레그린
툭 집안 페레그린(영어: Peregrin Took) 또는 페레그린(영어: Peregrine), 애칭 피핀은 J. R. R. 톨킨이 슨 소설반지의 제왕의 등장인물이다. 메리와 친한 사촌 사이이며, 반지 원정대의 일원이다. 프로도와 샘, 메리와 샤이어를 떠나 절대반지를 파괴하려 떠난다.

## 집안
메리와 그냥 절친한 사이로 아는 사람이 많지만, 메리의 어머니와, 페레그린의 아버지는 서로 친남매 지간이어서, 둘은 사촌 사이이다.

## 생애
1편에서 빌보의 111번째 생일 파티 때 간달프가 샤이어에서 폭죽을 터뜨릴 때, 메리와 몰래 새우 모양의 폭죽을 장난으로 쏘았다가 용 모양 폭죽이 터지며 첫 등장한다. 호빗들은 모두 용이라며 무서워 했고, 빌보만 샤이어에는 용이 없다며 무서워하지 않았지만 양자아들 프로도가 책상아래로 몸을 피하며, 빌보까지 숙이게 한다.
그리고 책에서는 프로도와 간달프의 이야기를 엳들은 샘, 피핀, 메리가 엘론드의 깊은골로 갈 때 쫓아간다. 그러나 영화에서는 샘와이즈 갬지는 엳들어서 쫓아가고, 피핀과 메리는 따로 어떻게 쫓아간다. 그리고 엘론드의 깊은골에서 회의를 하고 반지 원정대가 결성될 때 마지막으로 참가한다.
그리고, 사루만의 우르크하이들이 프로도와 샘은 놓치고, 피핀과 메리을 사루만의 명령에 따라 잡아간다. 그러나 우르크하이들이 분열된 기회를 찾아 도망치고 그곳에 나무수염을 만나 엔트들에게 아이센가드 근처를 보여줘 엔트들을 분노시켜, 사루만의 악하고 타락한 세력을 절멸시킨다.
그 후 로한의 군사들과 간달프가 찾아왔을 때, 1417년산 와인을 마시며 즐기고 있었다. 그리고 로한의 세오덴과 간달프가 헬름 협곡에서 헬름 협곡 전투에서 승리한 후, 피핀은 사우론의 눈이 있는 비석에 노출되어 간달프와 미나스 티리스로 가고, 메리아독은 로한의 기사로 활약한 후, 샘과 프로도가 절대 반지를 파괴하고, 반지 원정대의 호빗들은 모두 샤이어로 돌아간다.
영화에서는 평화롭게 프로도와 마이아인 간달프가 천상계로 떠나며 끝난다. 하지만 소설에서는 강변마을 전투가 벌어진 후 사루만이 살해당하고 프로도와 간달프가 천상계로 떠나면서 끝난다.